# Chelo Alvarez-Stehle
Chelo Alvarez-Stehle é uma jornalista e documentarista espanhola e estadunidense. No Japão, trabalhou como editora-chefe do semanário International Press En Español e como correspondente em Tóquio do diário El Mundo. Como documentarista, ela é mais conhecida por Arenas de Silencio, vencedor do 59º Prêmio de Jornalismo do Sul da Califórnia do Los Angeles Press Club para Melhor Documentário.
Recebeu o Prêmio Igualdade Teresa León Goyri — Cidade de Logroño 2022 destacando a trajetória vital e profissional de Alvarez-Stehle como jornalista, escritora, cineasta e defensora dos direitos das mulheres e, principalmente, sua luta contra a violência e tráfico sexual. O prêmio da Cidade de Logroño leva o nome da política, escritora e ativista espanhola da Geração de 27, María Teresa León Goyri, uma das chamadas Mulheres Sem Chapéu (Las Sinsombrero), como homenagem e reconhecimento do seu compromisso social e obra literária.
Em 30 de junho de 2023, recebeu o Prêmio Direitos Humanos 2022 concedido pelo Observatório de Direitos Humanos do Governo de La Rioja por sua vida e trajetória profissional como jornalista, escritora, cineasta e ativista em defesa dos direitos humanos. direitos e direitos das mulheres; pela projeção nacional e internacional da sua luta contra o racismo, a violência sexual e o tráfico; e pelo seu trabalho contínuo para contribuir para a garantia dos direitos humanos a partir da cultura e do jornalismo. Destacam-se as suas reportagens sobre o tráfico de crianças do Nepal para a Índia para a revista Planeta Humano no documentário Niñas de Hojalata e para o documentário Arenas de Silencio.

## Vida pessoal
Alvarez-Stehle nasceu em 1957 em Logroño, Espanha. Filha de Domingo Álvarez Ruiz de Viñaspre, cirurgião e senador, e de Consuelo González Oñate. Em 2020, ela se casou com Mark Stehle (1948-2023), economista, que também foi seu parceiro de produção cinematográfica, e filho da artista Evelyn Stehle e do físico teórico Philip Stehle. A filha deles, Sangita Stehle, é estudante de neurociências.

## Carreira
Alvarez-Stehle estudou Medicina na Universidade de Navarra e na Universidade de Saragoça, mas desistiu.
Em 1991, ela recebeu a bolsa do Programa de Treinamento Executivo (ETP) do EEC no Japão e mudou-se para Tóquio. Ela então trabalhou para a NHK Enterprises no desenvolvimento de documentários e como editora-chefe da International Press En Español, o primeiro semanário espanhol do Japão. Em 1994, tornou-se correspondente em Tóquio do diário El Mundo. Em 1995, Chelo mudou-se para a Califórnia, estabelecendo-se em Malibu e continuou a contribuir para o El Mundo e outros meios de comunicação como Geo e Planeta Humano, especializando-se em questões sociais e femininas.
Em 2002, tornou-se tradutora certificada pela American Translators Association (inglês para espanhol). Ela trabalhou como tradutora e editora para apoiar seu trabalho criativo. A tradução e edição de seus livros incluem guias de museus do Museu J. Paul Getty e do Museu de Arte da Filadélfia. Em 2005, editou a edição espanhola de Memória e Identidade: Conversas no Amanhecer de um Milênio. Papa João Paulo II, Rizzoli.
Em 2003, o Canal+ transformou sua primeira reportagem sobre o tráfico de crianças no Himalaia para a revista Planeta Humano no documentário Niñas de Hojalata do qual Alvarez-Stehle foi entrevistador, assistente de direção e consultor.
Em 2006, Alvarez-Stehle produziu/dirigiu La Fuerza de 2, um pequeno documentário sobre a sede dos cubanos pela paz interior, que foi distribuído em mais de 30 países. Em 2009, ela produziu/dirigiu Vendido na América: um conto moderno de escravidão sexual, um pequeno documentário sobre tráfico sexual que estreou no Festival de Cinema de Direitos Humanos de Montreal.
Em 2016 produziu, com o diretor Tim Nackashi, o curta Through The Wall, sobre uma família dividida pela fronteira Estados Unidos–México. O filme foi adquirido pelo The Guardian e pela Latino Public Broadcasting para a PBS. Ganhou o prêmio de Melhor Série da Web no 31º Imagen Awards bem como um Social Impact Media Award.
Em 2016, ela produziu seu primeiro documentário de longa-metragem, Arenas de Silencio: Olas de valor, um filme que aborda todo o espectro da violência sexual, desde abuso sexual infantil e abuso de padres até agressão sexual e tráfico sexual. O filme teve produção executiva de seu marido Mark Stehle e da filantropa e autora Deirdre Roney. A equipe de editores do filme inclui a vencedora do Oscar Kate Amend. Recebeu vários prêmios nas Américas e na Europa. Alvarez-Stehle apresentou-o em mais de 25 festivais de cinema em todos os continentes, em várias universidades como Oxford e Yale, em ordens de advogados nos EUA e na Europa, em organizações de mulheres e em prisões para infratores de violência sexual.
O documentário de 2017 de Alvarez-Stehle sobre tráfico e exploração sexual, Arenas de Silencio, foi seu primeiro longa-metragem. Em 2018, o Los Angeles Press Club realizou uma exibição e perguntas e respostas do filme moderadas por Patt Morrison do Los Angeles Times.
Apresentado em 2017 no Fórum Político de Alto Nível sobre Desenvolvimento Sustentável nas Nações Unidas, Nova Iorque, juntamente com Equality Now e ONU Mulheres.
Por ocasião do Dia Internacional para a Eliminação da Violência Contra as Mulheres, o Grupo da  Aliança Progressista dos Socialistas e Democratas (S&D) e o PSE Mulheres (Partido Socialista Europeu) convidaram a realizadora para apresentar o filme no Parlamento Europeu.

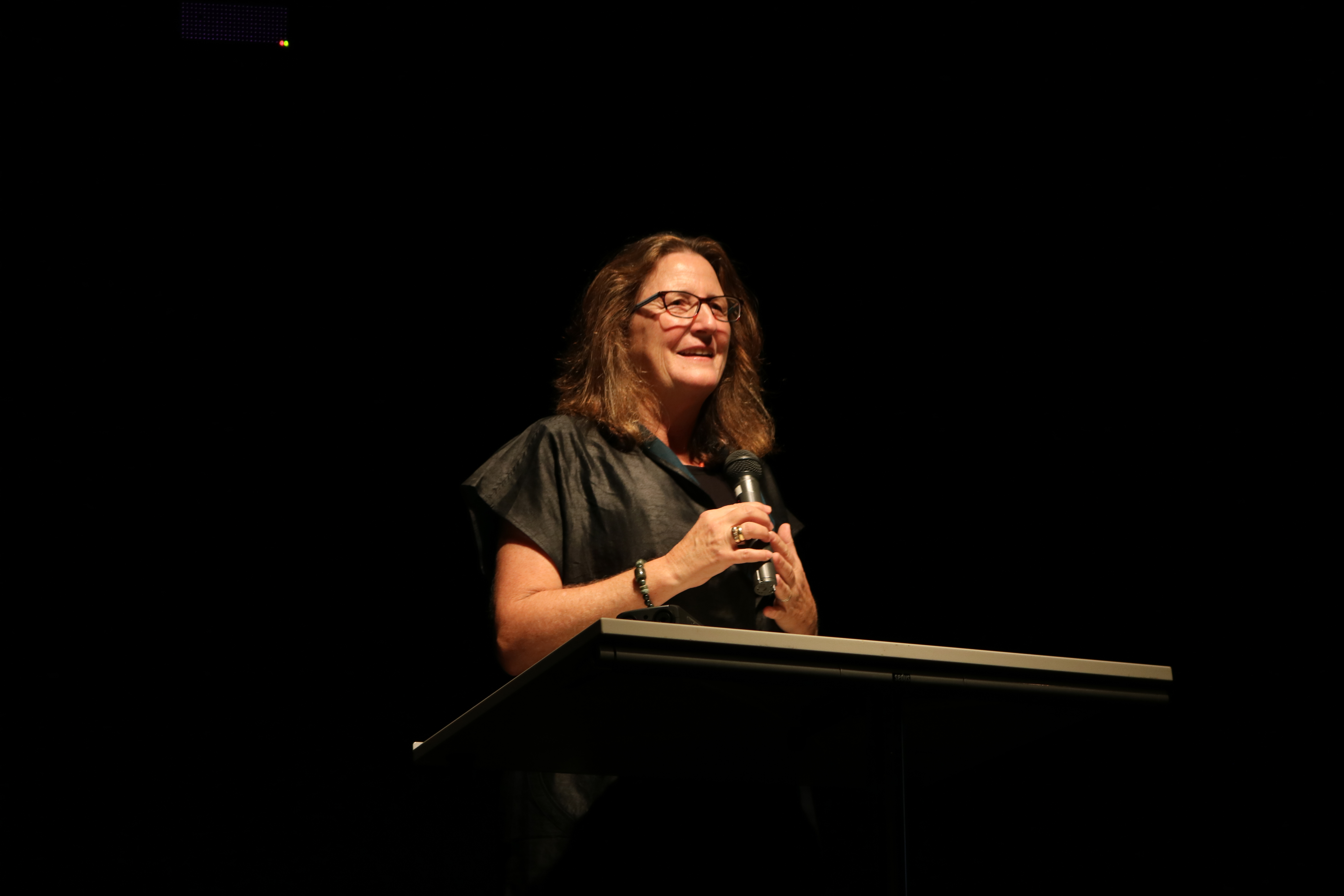
Chelo Álvarez-Stehle no Instituto Cervantes em Tóquio, 2018.

Transmitido no programa La noche temática da RTVE no dia 25 de novembro de 2017, também por ocasião do Dia Internacional pela Eliminação da Violência contra a Mulher.

Em 2021, a editora sul-africana Quinton van der Burgh Media, publica o livro de retratos 100 Making A Difference, uma iniciativa do fotógrafo de Hollywood John Russo, apresentando cem pessoas e organizações liderando projetos sociais, desde celebridades como George Clooney, até ativistas, como Malala Yousafzai, e incluindo entre eles Chelo Alvarez-Stehle e Virginia Isaías, protagonista do documentário Arenas de Silencio e fundadora da Survivors of Human Trafficking Foundation.
Em 2022 o livro Las semillas de Atenea — Historias de Mujeres Brillantes 2 publicado pela Concejalía de Igualdad del Ayuntamiento de Logroño dedica um capítulo escrito por Pío García Tricio e ilustrado por Andrea Acedo Bueno a Chelo Alvarez-Stehle por seu trabalho como documentarista com foco em seu longa Arenas de Silencio.

## Trabalhos selecionados

### Documentários
- Niñas de Hojalata (2003). [filme] Sobre o tráfico de crianças no Himalaia. Produzido por: Canal+, Sogecable. Espanha: Miguel Bardem. Chelo foi entrevistadora, diretora assistente e consultora.[26]
- Saber a Tabaco (2006). [curta documentário] Sobre a figura moribunda do leitor da fábrica de tabaco de Cuba. Produzido pela EICTV. Cuba: Chelo Alvarez-Stehle et al.
- La fuerza de 2 (2006). [curta documentário] Um grupo de cubanos em busca de paz interior. Produzido por innerLENS Productions. Distribuído pela Visions International. EUA/Cuba: Chelo Alvarez-Stehle.
- Sold in America: A Modern-day Tale of Sex Slavery (2009). [curta documentário] Produzido por C. Alvarez-Stehle e C. Lutz. EUA: Chelo Alvarez-Stehle.[27]
- An Intimate Look at Occupy LA (2011). [curta documentário] Produzido por C. Alvarez-Stehle. EUA: Chelo Alvarez-Stehle. The Huffington Post.[28]
- Arenas de Silencio: Olas de valor (2016). [filme] Produzido pela innerLENS Productions. EUA: Chelo Alvarez-Stehle, produtora/diretora/escritora.[29]
- Through the Wall (2016). [curta documentário] Sobre uma família dividida pela fronteira EUA/México. Produzido por Chelo Alvarez-Stehle e Tim Nackashi. EUA: Tim Nackashi.[30]

### Novas mídias
- SOS_SLAVES: Changing the Trafficking Game, um videogame de impacto social sobre o tráfico sexual[31]

### Livros
- Regiones Imaginarias: En busca de los lugares míticos de la literatura Alvarez-Stehle, C. (2022). Ser tan blanca — Yoknapatawpha . En: Alvarez-Stehle, C. et al: Regiones Imaginarias: En busca de los lugares míticos de la literatura (Regiões Imaginárias: Em busca dos lugares míticos da literatura) . 1º. Ed. Espanha: Edições Menguantes, pp. 17–37.ISBN 978-84-124339-2-0
- Periodismo, Direitos Humanos, Migração e Fronteiras: Vigencia y Legado de Ryszard Kapuscinski. Álvarez-Stehle, C. (2017). 1ª ed. Múrcia, Espanha: Universidade Miguel Hernández de Elche. Diego Marín Librero, pp. 141–172.ISBN 978-84-17306-21-2.[32]
- Tras los pasos de Montse Watkins. Álvarez, C. (2006). (1ª ed., pp. 47–64). Buenos Aires, Argentina: Agencia Periodística CID – Diario del Viajero®.[33]

- Memoria e identidad: Conversaciones al filo de dos milenios (2005) Papa João Paulo II, Rizzoli. Edição.ISBN 978-08-4782-777-0 .
- Guía de las Colecciones del Museo de Arte de Filadelfia. (2002). (Manual do Museu de Arte da Filadélfia), 1ª ed. Filadélfia: Museu de Arte da Filadélfia. Edição.ISBN 08-7633-158-4 .
- Y si...  (If...) Perry, S. (1995). Los Angeles, Califórnia: Museu J. Paul Getty. Tradução.ISBN 978-08-9236-542-5 .
- Guía de las Colecciones Museo J. Paul Getty (Manual das Coleções), (1995). 1ª edição. Malibu, Califórnia: Museu J. Paul Getty. Edição.ISBN 978-08-9236-328-5 .
- Astrología y religión en el mundo grecorromano (1989), Cumont, F (1994). Barcelona: Edicomunicación, SA Tradução.ISBN 978-84-7672-227-5.
- La nube de lo desconocido (1987). século XIV, Anônimo. Barcelona: Edicomunicación, SA Tradução.ISBN 978-84-7672-135-3 .

### Prêmios

#### Direitos humanos
- Prêmio Direitos Humanos 2022 concedido pelo Observatório de Direitos Humanos do Governo de La Rioja[2]

#### Igualdade
- Prêmio Igualdade Teresa León Goyri — Cidade de Logroño 2022[1]

#### Jornalismo
- Documentário Arenas de Silencio: Olas de valor de 2017: 59º Southern California Journalism Awards de melhor documentário do Los Angeles Press Club.[34]
- 2002 El agua del diablo (revista Planeta Humano, Espanha). Reuters/IUCIN Prêmio União Mundial para a Conservação — Selecionados.

#### Filme
Arenas de Silencio: Olas de Valor
- Prêmio Malvinas 2020 — Festival del Cinema Latinoamericano di Trieste, Itália;[35]
- Prêos Luta e Direitos das Mulheres 2018 — Festival de Cinema Porto Femme, Portugal;[36]
- Melhor Documentário de 2017 — Southern California Journalism Awards — Los Angeles Press Club, Califórnia, EUA;
- Melhor Documentário Humanitário de 2017 — The WIFTs (Women in Film and Television), West Hollywood, Califórnia, EUA;[37]
- Indicado para Melhor Documentário de 2017 — 32º Imagen Awards, Hollywood, Califórnia, EUA;
- Segundo Prêmio 2017 — Premio fada a la Cultura (Prêmio Cultural contra o Abuso Sexual) da Fundació Vicki Bernadet. Barcelona, Espanha;
- 2017 Iguana Dourada e Melhor Documentário — Festival Internacional de Cinema de Guayaquil, Equador
- Melhor Documentário 2017 — Menção Honrosa — Festival Brasil de Cinema Internacional. Rio de Janeiro, Brasil.
- Prêmio do Público de Melhor Documentário de 2016 — Awareness Film Festival, Los Angeles, EUA
- Primeiro Prêmio e Prata Biznaga 2016 — Afirmando os Direitos da Mulher — Festival de Cinema de Málaga, Málaga, Espanha.

A través del muro
- Melhor Série da Web de 2016 — 31º. Imagen Awards, Vencedor de Melhor Série da Web, Califórnia, EUA 2017 SIMA Award – Social Impact Media Awards, Los Angeles, Califórnia, EUA
- Prêmio da Crítica 2017 — Sebastopol Documentary Film Festival, Califórnia, EUA
- Prêmio Especial do Júri 2017 — Oxford Film Festival, Mississippi, EUA
- Segundo vencedor de 2017 — Novos cineastas da Espanha em 2016, Los Angeles, Califórnia, EUA